# Samak-é ʿAyyar

Samak-é ʿAyyar est un récit épique iranien issu de la tradition orale, écrit une première fois au XIIe siècle. Il relate les aventures guerrières et amoureuses du chevalier Samak et de son prince Khorchid. Ce récit populaire illustre le code d'honneur chevaleresque. Des éléments mythiques empruntés au culte de Mithra expliquerait l'importance de la femme dans ce récit. 

## Histoire

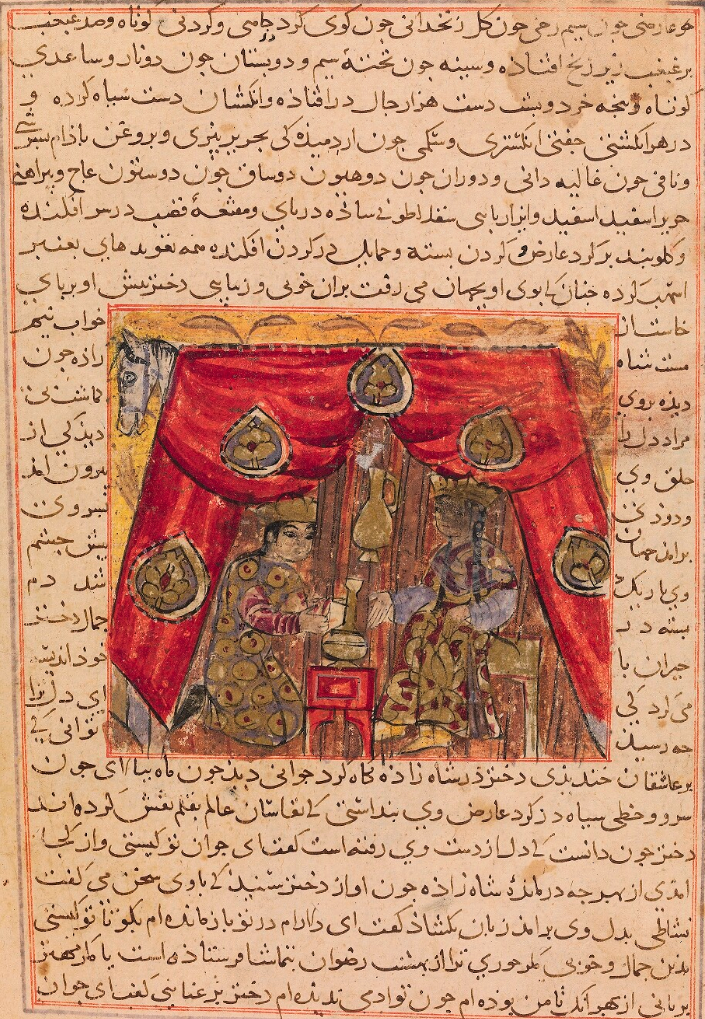
Deux têtes couronnées discutent sous une tente. Illustration extraite du manuscrit conservé à la Bodleian Library.

Il met en scène les exploits de Samak, un chevalier (traduction possible de ayyar dans ce contexte) auxiliaire, et celui qu’il sert, le prince Khorchid Chah, fils unique du roi de Halab (Alep), Marzbân Chah. Les deux personnages sont liés par un code d’honneur, le javānmardi (ou fottowwa). 
Le prince remporte une série d’épreuves afin d’obtenir la main de Mah Pari, fille de Faghfour, roi de Tchîn (Turkestan). Il est notamment aidé de Samak pour délivrer son frère Farrok Rhouz de la nourrice qui l'a emprisonné. Mehrân, le vizir de Faghfour, qui complote contre le royaume de Tchîn, essaie de convaincre le roi de mettre fin au pouvoir des chevaliers, en prétendant qu’ils sont devenus trop puissants. Khorchid Chah déjoue le complot, épouse Mah Pari et, en tant que gendre du roi de Tchîn, hérite du royaume. La guerre éclate entre Tchîn et Matchîn. Khorchid Chah réussit à conquérir le territoire ennemi. Une série d’aventures suit le conflit, faite d’enlèvements et de libération, d’alliances et de trahisons, de vengeance et d’amour. Samak part venger Khorchid, tué par l’ennemi après être parti cherché son fils.

## Style et langue
Le récit adopte une tonalité populaire, avec de nombreuses actions écrites dans un style simple, contrairement à la langue souvent recherchée du genre épique. Les épisodes dramatiques alternent avec la romance. La juxtaposition des scènes, parfois sans transition logique, et l'interposition d'un récit dans un autre, rappelle l'art des conteurs. Le lexique présente un intérêt notable pour son emploi d’un persan archaïque, comportant une proportion faible de mots arabes.

## Sources mithraïtes de la doctrine chevaleresque
Le terme ayyâr est un terme antérieur à l'avènement de l'islam en Iran. Revêtant des sens variés dans les sources persanes, il renvoie à un chevalier errant noble de cœur, droit et loyal dans les romances populaires, les textes soufis et la poésie, alors qu'il peut qualifier un simple bandit dans les textes historiques. Le terme est souvent lié au javānmardī, un code d'honneur chevaleresque. L'éthique et les comportements de l’ayyâr trouvent une illustration exemplaire dans le  Samak-e Ayyar. Samak reçoit le titre noble de « ‘âlam afrouz » de la part de son souverain, ce qui dans une société féodale fortement hiérarchisée marque significativement la reconnaissance pour sa bravoure et sa loyauté.
En analysant les éléments mythiques et la place central de la femme dans Samak-é ʿAyyar, Shahla Nosrat-Wolff estime que le culte de Mithra irrigue certains éléments de la chevalerie iranienne. La nourrice-sorcière qui tente de piéger Khorchid par ses métamorphoses successives rappelle le fond magico-religieux des Scythes, tandis que le serpent, présent sur les bas-reliefs de Mithra et agent d'Ahriman, est ainsi neutralisé par les incantations de Samak. Le fond mithraïque expliquerait le rôle singulier de plusieurs femmes  dans l'épopée, qui s'affranchissent des normes en vigueur dans leur société. Ainsi, Rouz Afzoun tue son père et ses frères pour sauver Samak.